# Cyanopterus latisulca
Cyanopterus latisulca är en stekelart som först beskrevs av Günther Enderlein 1920.  Cyanopterus latisulca ingår i släktet Cyanopterus och familjen bracksteklar. Inga underarter finns listade i Catalogue of Life.